# Hrabstwo Columbia (Oregon)
Hrabstwo Columbia (ang. Columbia County) – hrabstwo w stanie Oregon w Stanach Zjednoczonych. Obszar całkowity hrabstwa obejmuje powierzchnię 688,33 mil² (1782,77 km²). Według szacunków United States Census Bureau w roku 2009 miało 49 592 mieszkańców.
Hrabstwo powstało w 1854 roku. 

## Miasta[4]
- Clatskanie
- Columbia City
- Prescott
- Rainier
- Scappoose
- St. Helens
- Vernonia

## CDP
- Deer Island
- Warren